# Phaonia hebeta
Phaonia hebeta är en tvåvingeart som beskrevs av Fang och Fan 1986. Phaonia hebeta ingår i släktet Phaonia och familjen husflugor.
Artens utbredningsområde är Sichuan (Kina). Inga underarter finns listade i Catalogue of Life.